# لوئیس فرفاکه
لوئیس فرفاکه (انگلیسی: Louis Vervaeke؛ زادهٔ ۶ اکتبر ۱۹۹۳) دوچرخه‌سوار اهل بلژیک است.
از باشگاه‌هایی که در آن بازی کرده‌است می‌توان به تیم لوتو–سودال و تیم سانوب اشاره کرد.